# Vanice Kerubo Nyagisera
 Vanice Kerubo Nyagisera, née le 4 avril 2001, est une athlète kényane.

## Carrière
Elle est médaillée d'or du 400 mètres haies aux Jeux africains de 2019.

## Palmarès

### International
| Date | Compétition                   | Lieu  | Résultat | Épreuve          | Temps   |
| ---- | ----------------------------- | ----- | -------- | ---------------- | ------- |
| 2018 | Jeux africains de la jeunesse | Alger | 3e       | 100 mètres haies | 16 s 61 |
| 2019 | Jeux africains                | Rabat | 1re      | 400 mètres haies | 56 s 95 |

### National
- Championnats du Kenya d'athlétisme
  - Vainqueur du 400 mètres haies en 2019